# Subprefectura de Sōya

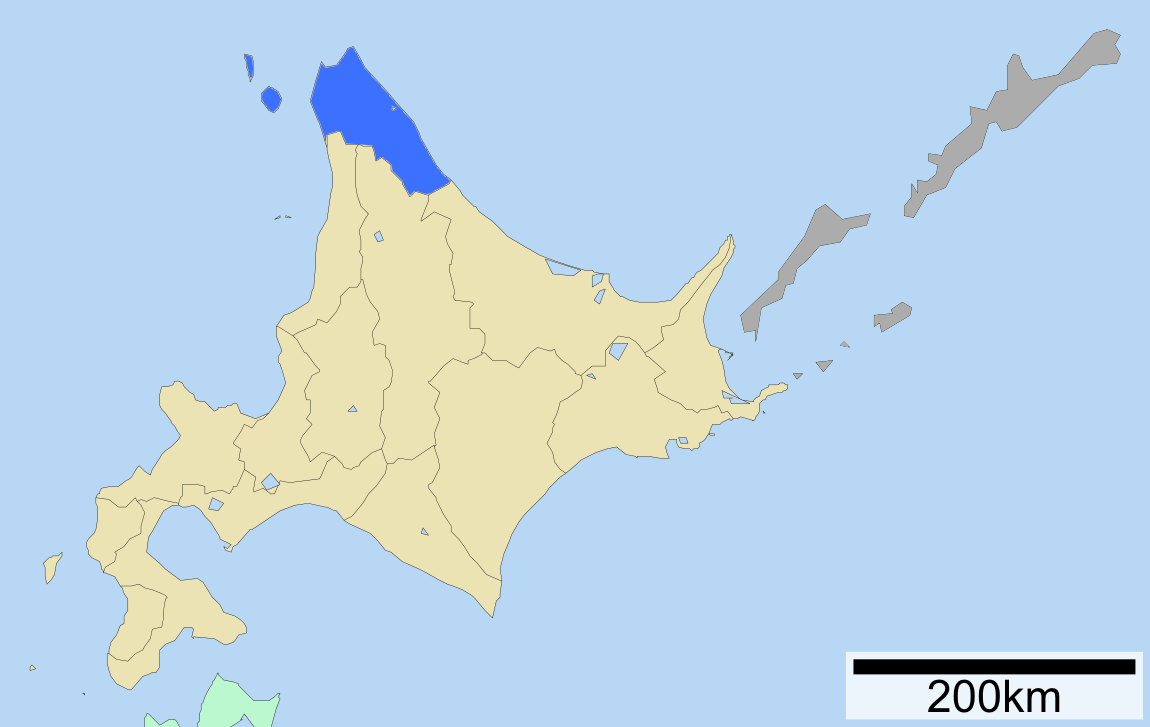
Subprefectura de Sōya en Hokkaidō.

Sōya (en japonés: 宗谷総合振興局 Sōya-sōgō-shikō-kyoku; en ruso: Соя?) es una subprefectura de Hokkaidō, Japón.  En 2009 tenía una población estimada de 75 665 y una área de 4050.76 km².

## Ciudades
- Wakkanai (capital)